# Shaun Maloney
Pour les articles homonymes, voir Maloney.
Shaun Maloney est un footballeur international écossais né le 24 janvier 1983 à Miri en Malaisie. Il évoluait au poste de d'attaquant avant de devenir entraîneur.
S'il est un attaquant de formation, il peut aussi évoluer en soutien des deux attaquants dans le couloir gauche, voir dans le couloir droit.

## Biographie
Il est formé au Celtic. Il a fait ses débuts sous l'aire de « MON » (Martin O'Neill) et a notamment inscrit un but important contre le VfB Stuttgart en Coupe UEFA 2002/03. Il a ensuite été victime d'une grave blessure lors de la saison suivante qui l'a écarté des terrains pendant près d'un an.
Mais il est revenu plus fort après en obtenant le titre de meilleur joueur de Scottish Premier League et ainsi que celui de meilleur jeune la même année en 2005/06 ce qui n'était encore jamais arrivé. Il a aussi inscrit le 2e but de la finale de la coupe de la ligue écossaise 2005/06 face à Dunfermline Athletic FC sur coup franc.
Il est entré en cours de match lors de la battle of Britain en ligue des champions, le derby britannique : Manchester United - Celtic FC, remplaçant Aiden McGeady. Le 31 janvier 2007 alors que son contrat se terminait en juin 2007, il décide de quitter le Celtic FC et de rejoindre son ancien entraîneur Martin O'Neill du côté d'Aston Villa où il signe un contrat de 3,5 ans pour une indemnité de transfert de £1M environ. En 2008, il retourne au Celtic FC.
Le 11 mai 2013 lors de la finale de la FA Cup, il tire un somptueux corner pour Ben Watson qui permet à Wigan de remporter la FA Cup face à Manchester City (1-0).
Le 25 janvier 2015, il s'engage avec le Fire de Chicago comme joueur désigné de la MLS.

## Palmarès
Celtic FC
- Scottish League
  - Champion (4) : 2001, 2002, 2004, 2006
- Coupe d'Écosse
  - Vainqueur (2) : 2004, 2005
- Coupe de la Ligue
  - Vainqueur (2) : 2006, 2009
- Coupe de l'UEFA
  - Finaliste : 2003

 Wigan Athletic
- - FA Cup
    - Champion 2013